# Římskokatolická farnost Proboštov
Římskokatolická farnost Proboštov (lat. Proboschtium) je církevní správní jednotka sdružující římské katolíky na území vesnice Proboštov a v jejím okolí. Organizačně spadá do litoměřického vikariátu, který je jedním z 10 vikariátů litoměřické diecéze. Centrem farnosti je kostel Narození svatého Jana Křtitele v Proboštově.

## Historie farnosti
První zmínka o farní lokalitě v Proboštově pochází z roku 1188. Již v roce 1363 zde byla plebánie. Matriky jsou vedeny od roku 1674.

### Duchovní správcové vedoucí farnost
Začátek působnosti jmenovaného v duchovní správě farnosti od roku:
- 1650 Mathias Herrora
- 1668 Ioann. Franc. Hajasch
- 1685 Daniel Ioann. Franc. Walter
- 1724 Andreas Polet
- 1725 Ioann. Wenc. Jos. Pötz
- 1725 Joann. Ferd. Puchar
- 1738 Ioan. Jos. Wildt
- 1741 Car. von Zuckmantel
- 1757 Anton. Watzek
- 1759 Anton. Richter
- 1778 Andreas Stowasser
- 1784 Mathias Peczeni
- 1789 Jos. Sommer
- 1799 Anton. Pollensky
- 1803 Jos. Mildner
- 1803 Franc. Triesl, † 24. 2. 1813
- 1813 Mathias Hassek
- 1819 Anton. John, n. 24. 9. 1781 Týniště, o. 9. 9. 1804, † 10. 5. 1846
- 1847 Car. Kutscha, n. 25. 11. 1807 Encovany, o. 28. 9. 1832, † 9. 12. 1853
- 1854 Anton. Prochaska, n. 30. 11. 1816 Srdov, o. 3. 8. 1840, † 13. 11. 1903
- 1868 Jos. Böhm, n. 10. 3. 1819 Radonic., o. 25. 7. 1843, † 24. 2. 1892
- 1883 par. vacat, admin. int. Car. Stolle
- 1884 Franc. Ludwig, n. 2. 12. 1833 Trebnitz, o. 26. 7. 1858, † 15. 5. 1909
- 1889 Bernard Jahn, n. 8. 12. 1840 Deutzendorf, o. 30. 6. 1864, † 5. 7. 1918
- 1897 Wenc. Fišer, n. 19. 12. 1851 Petrovic., o. 19. 7. 1879, † 23. 5. 1900
- 1900 Franc. Sal. Theuser, n. 28. 1. 1863 Kopic, o. 31. 3. 1889, † 11. 7. 1907
- 1908 Joann. Ev. Kalaš, n. 27. 12. 1864 Vodňany, o. 26. 7. 1892
- 1922 Anton. Gürlich, n. 7. 6. 1883 Niems, o. 14. 7. 1907
- 1933 par. vacat, admin. excurr. Osc. Fuchs
- 1. 8. 1933 Car. Altmann, n. 18. 4. 1902 St. Katharina (D), o. 26. 6. 1927
- 1. 10. 1946 Wenc. Hutař
- 1. 4. 1949 Efrém Václav Chocholoušek OP
- 1. 2. 1951 Jan Veselka
- 15. 11. 1951 František Krátký
- 5. 10. 1952 Bohumil Landsmann
- 29. 1. 1954 Milík Blahák
- 1. 9. 1956 Josef Vadovič
- 15. 10. 1958 Ladislav Cikryt
- 1. 9. 1966 Jaroslav Rusňák
- 1. 2. 1969 František Gavlák
- 25. 2. 1981 Anton. Danišovič OFM
- 1. 2. 1992 Karel Havelka, admin. exc. z Litoměřic, od 1. 8. 2010 z Žitenic[3]

Kromě kněží stojících v čele farnosti, působili ve farnosti v průběhu její historie i jiní kněží. Většinou pracovali jako farní vikáři, kaplani, katecheté, výpomocní duchovní aj.

## Území farnosti
Do farnosti náleží území těchto obcí:
- Proboštov (Proboscht[p 2])
- Babiny I (Babina[p 2])
- Byňov (Binowe[p 2])
- Čeřeniště (Tschersing[p 2])
- Malečov (Malschen[p 2])
- Němčí (Nemschen[p 2])
- Pohoří (Pohorz[p 2])
- Řetouň (Rzetaun[p 2])
- Tašov (Taschow[p 2])
- Vimperk (Winterberg[p 2])
- Horní Zálezly (Salesel[p 2])

## Římskokatolické sakrální stavby na území farnosti
| | Fotografie | Stavba                                | Místo     | Bohoslužby                      | Zeměpisné souřadnice            | Status          | Číslo kulturní památky           |
| Kostely | Kostely    | Kostely                               | Kostely   | Kostely                         | Kostely                         | Kostely         | Kostely                          |
| --- | ---------- | ------------------------------------- | --------- | ------------------------------- | ------------------------------- | --------------- | -------------------------------- |
| 1. |            | Kostel Narození sv. Jana Křtitele     | Proboštov | bližší informace o bohoslužbách | 50°37′34″ s. š., 14°9′1″ v. d.  | farní kostel    | 42979/5-252 (Pk•MIS•Sez•Obr•WD)  |
| 2. |            | Kostel Panny Marie Pomocnice křesťanů | Čeřeniště | bližší informace o bohoslužbách | 50°36′13″ s. š., 14°7′3″ v. d.  | filiální kostel | 105736 (Pk•MIS•Sez•Obr•WD)       |
| Kaple |            |                                       |           |                                 |                                 |                 |                                  |
| 3. |            | Kaple sv. Máří Magdalény              | Tašov     | bližší informace o bohoslužbách | 50°36′37″ s. š., 14°8′32″ v. d. | kaple           | 11207/5-5743 (Pk•MIS•Sez•Obr•WD) |
| 4. |            | Kaple sv. Antonína Paduánského        | Řetouň    | bližší informace o bohoslužbách | 50°37′3″ s. š., 14°10′29″ v. d. | obecní kaple    | —                                |
| Zaniklé objekty |            |                                       |           |                                 |                                 |                 |                                  |
| 5. |            | Kaple Panny Marie                     | Malečov   | —                               | 50°37′54″ s. š., 14°7′12″ v. d. | obecní kaple    | —                                |
| 6. |            | Kaple Navštívení Panny Marie          | Němčí     | —                               | 50°37′3″ s. š., 14°6′51″ v. d.  | obecní kaple    | —                                |
| Některé drobné sakrální stavby a pamětihodnosti lze dohledat zde v databázi Drobné sakrální památky Zaniklé sakrální stavby lze dohledat zde v databázi Poškozené a zničené kostely, kaple a synagogy v České republice |            |                                       |           |                                 |                                 |                 |                                  |

Ve farnosti se mohou nacházet i další drobné sakrální stavby, místa římskokatolického kultu a pamětihodnosti, které neobsahuje tato tabulka.

## Příslušnost k farnímu obvodu
Z důvodu efektivity duchovní správy byl vytvořen farní obvod (kolatura) farnosti Žitenice, jehož součástí je i farnost Proboštov, která je tak spravována excurrendo.